# جوزفين دان
جوزفين دان (بالإنجليزية: Josephine Dunn)‏ هي ممثلة أمريكية، ولدت في 1 مايو 1906 بنيويورك في الولايات المتحدة، وتوفيت في 3 فبراير 1983 في الولايات المتحدة.

## أعمال

### أفلام
- (1932) ساعة معك

## وصلات خارجية
- جوزفين دان على موقع IMDb (الإنجليزية)
- جوزفين دان على موقع أول موفي (الإنجليزية)
- جوزفين دان على موقع قاعدة بيانات برودواي على الإنترنت (الإنجليزية)
- جوزفين دان على موقع قاعدة بيانات الأفلام السويدية (السويدية)
- جوزفين دان على موقع قاعدة بيانات الفيلم (الإنجليزية)
- جوزفين دان على موقع كينوبويسك (الروسية)